# أيغويليس دوريس
أيغويليس دوريس (بالإنجليزية: Aiguilles Dorées)‏ هو أحد جبال سلسلة كتلة مونت بلاك وجزء من القمة الأم يقع في كانتون فاليز، سويسرا. يبلغ ارتفاع الجبل حوالي 3519 متر، بينما يبلغ ارتفاع نتوء الجبل 258 متر.